# António Moniz Barreto Corte Real
António Moniz Barreto Corte Real (Angra, 8 de dezembro de 1804 — Angra do Heroísmo, 23 de setembro de 1888), foi um professor liceal, jornalista e escritor que exerceu relevantes funções políticas. Foi considerado uma das mais interessantes e celebradas figuras da intelectualidade açoriana da primeira metade do século XIX, pedagogo, escritor e árbitro de elegâncias literárias. É também justamente considerado o percursor da etnografia açoriano pelo seu estudo sobre as festas do Espírito Santo na Terceira.

## Biografia
Foi filho de João Moniz Corte Real e de D. Mariana Isabel de Sá, com ambos os progenitores ligados a importantes famílias da pequena aristocracia da ilha Terceira. Depois de estudos iniciais na sua cidade natal, obteve em 1831 o grau de bacharel em Cânones pela Universidade de Coimbra. Nesse mesmo ano publicou em Coimbra a sua mais conhecida obra literária, intitulada Belezas de Coimbra, um livro de prosa romântica que faz uma cuidada descrição de monumentos e paisagens daquela cidade. Esta obra de juventude, teria 26 anos de idade quando a publicou, marcaria a sua imagem como um escritor conservador e preocupado com o usos perfeito da língua portuguesa, que manteria sempre nos seus escritos, afirmando-se um apaixonado pelo bom uso da língua materna, que estudou e defendeu denodadamente.
No ano imediato ingressou na carreira docente, sendo nomeado, por concurso, professor de Aritmética, Geometria, Geografia e Cronologia na cidade de Évora, iniciando uma longa carreira docente que depois continuaria, após a criação dos Liceus, como professor liceal.
Manteve-se em Évora até 1834, ou seja até ao termo da Guerra Civil Portuguesa, ano em que estabilização da situação política em Angra lhe permitiu ensaiar um regresso à sua cidade natal. Em Angra empregou-se como advogado, sendo nomeado director e revisor da imprensa da Prefeitura e redactor da Crónica Constitucional de Angra, cargo de que se demitiu no ano seguinte.
Chegado a Angra encontrou a cidade ainda agitada pelo rescaldo das lutas civis de que tinha sido o centro, mas nunca se sentiu verdadeiramente disposto a participar na actividade política. Ainda assim, recrutado pelos cartistas, a facção mais moderada da primeira fase da Monarquia Constitucional Portuguesa, numa tentativa de moderar acção dos reformistas, mas a sua acção como publicista derivou para o campo da literatura, da etnografia e história local. Foi um dos redactores, com o padre Jerónimo Emiliano de Andrade, de um periódico de carácter literário, avesso à acção política, O Anunciador da Terceira (1842-1843).
Em O Annunciador da Terceira publicou um estudo sobre as festas do Espírito Santo que fez dele o precursor da etnografia açoriana, deixando uma das mais antigas e completas descrições conhecida dessas festividades. O gosto pelos periódicos de carácter cultural manteve-se ao longo de toda a sua vida, sendo responsável, ou colaborador por várias iniciativas editoriais, entre as quais O Pregoeiro (1843), o Terceirense (1844-1845) e principalmente O Lyceo (1855-1856), que fundou e onde publicou boa parte da sua obra pedagógica.
Com a criação, em 1845, do Liceu de Angra do Heroísmo, logo em 1846 foi nomeado professor das 3.ª e 4.ª cadeiras (Matemática e Filosofia) daquele estabelecimento de ensino secundário. Com o falecimento de Jerónimo Emiliano de Andrade, o primeiro reitor da instituição, em 1848 foi nomeado Comissário dos Estudos para o Distrito de Angra do Heroísmo e reitor do liceu, sendo o segundo reitor da instituição e o principal responsável pela sua estruturação e instalação. 
Para além da sua vasta produção literária dispersa por periódicos, criando uma longa e dispersa bibliografia, demonstrou uma rara vocação como pedagogo, continuando o esforço do padre Jerónimo Emiliano de Andrade, e seus sucessores, na produção local de compêndios, gramáticas e documentos contendo orientações pedagógicas dirigidas aos professores de Português e Latim. Nestas áreas era considerado um erudito, com renome como latinista e helenista.
A sua carreira liceal foi muito longa, prolongando-se até à década de 1880, quando já tinha ultrapassado os 75 anos de idade. A idade e a doença, que nunca reconheceu, levaram a que as suas aulas se fossem degradando, bem como a sua capacidade de liderança no Liceu, o que em 1883 levaria a uma demissão polémica do cargo de reitor, em conflito aberto com o corpo docente, numa altura em que também a qualidade das suas aulas era alvo de graves críticas.
Apesar de ter evitado o envolvimento nas lutas políticas acabaria por exercer importante acção política com sucessivos cargos na administração local. Foi juiz de Direito substituto e exerceu com distinção, por diversas vezes, os cargos de vereador da Câmara Municipal de Angra do Heroísmo e foi e um influente vogal da Junta Geral e do Conselho Distrital do Distrito de Angra do Heroísmo.
Quando em 3 de março de 1845 se lançou a primeira pedra do monumento a D. Pedro IV, era o Dr. António Moniz Barreto Corte Real vice-presidente da Câmara Municipal de Angra do Heroísmo. O brilhante discurso, que pronunciou neste acto solene, foi a prova incontestável dos seus sentimentos patrióticos e liberais. 
A sua obra caiu largamente no esquecimento, sendo contudo merecedora de uma nova análise, particularmente os trabalhos que deixou dispersos. Foi desde cedo considerado pelo seu superior talento e grandes conhecimentos, uma figura distinta que honrou a pátria e as letras. A ele se deve a edição da obra de Francisco Ferreira Drummond intitulada Anais da Ilha Terceira, hoje considerada um dos marcos da historiografia açoriana.

## Obras publicadas
Para além de múltiplos discursos, relatórios e importantes artigos, que foram publicados em vários jornais, é autor, entre outras, das seguintes obras:
- Bellezas de Coimbra (primeira parte). Coimbra, Real Imprensa da Universidade, 1831.
- «Uma festa do Espírito Santo» in O Anunciador da Terceira, n.ºs 5-12, 1842.
- O desejo. Descripção do diluvio de Salomão Gessner, 1844.
- A Violeta, 1844.
- Cartilha para uso das escolas do distrito de Angra do Heroísmo. Selecta em verso. Angra do Heroísmo, Tip. M. J. P. Leal, 1857.
- Bibliothecasinha da Infância, 1846.
- Epítome de Gramática Portuguesa, Angra do Heroísmo, Tip. M. J. P. Leal, 1859.
- Selecta Classica acomodada ao uso das escolas do Distrito de Angra do Heroísmo. Angra do Heroísmo, Tip. M. J. P. Leal, 1860.
- Selectasinha da Infância.
- Synopse da grammatica portugueza.
- O Lyceo, Typographia M. J. Pereira Leal,  Angra do Heroísmo, 1855-1856.
- «Circular aos professores sobre o ensino do português e latim» in Boletim Official do Distrito Administrativo de Angra do Heroísmo, 1862-1865.
- Proposta de reforma ortográfica submetida à Academia Real das Ciências de Lisboa e vários aplausos. Angra do Heroísmo, Tip. Angrense, 1877.